# Río Jequitinhonha
El río Jequitinhonha es un largo río de Brasil que discurre por los estados de Minas Gerais y Bahia y desemboca en el océano Atlántico. Tiene una longitud de 1.090 km y drena una cuenca de 70.315 km² (mayor que países como Sri Lanka, Letonia o Lituania).

## Geografía
El río Jequitinhonha nace en la región de la ciudad de Serro, en la  sierra de Espinhaço a una altitud de 1.200 m y cruza el noreste del estado de Minas Gerais, y termina en el océano Atlántico en Belmonte, en el estado de Bahia. Recorre el valle de Jequitinhonha, una de las regiones más pobres de Brasil y del mundo. Cerca de sus fuentes está la ciudad de Diamantina (44.238 hab. en 2004); otras ciudades de la cuenca son Araçuaí (37.108 hab. en 2006), Itinga, Jequitinhonha (24.879 hab. en 2008), Almenara (36.813 hab. en 2007) e Itaobim (21.603 hab. en 2008). 
El valle del río Jequitinhonha, a pesar de su pobreza, posee una cultura única, que se refleja en manifestaciones, populares peculiares vinculadas a los mitos de la naturaleza, la navegación y las leyendas; y se manifiestan en la rica artesanía del barro, en las expresiones musicales y en el folclore. 
Actualmente en el río Jequitinhonha hay construidas dos grandes presas:  
- la de la central hidroeléctrica de Itapebi, en el sur de Bahia, con una potencia instalada de 450 MW;
- la de la central hidroeléctrica de Irapé, finalizada en 2006 y ubicada en el municipio de Berilo/MG. Tiene una potencia instalada de 360 MW y 208 metros de altura — una de las presas más altas de Brasil— y cuenta con un embalse de 137,16 km².

## Historia
La primera exploración de la que se tiene constancia es la de Francisco Bruza de Espinosa (1553), que acompañaba al padre jesuita João de Azpilcueta Navarro y que supuestamente exploró la cuenca del río Jequitinhonha, además de las cabeceras del río Pardo y del río das Velhas, alcanzando el río São Francisco.
En la época colonial el río era conocida como el río de las Vírgenes (rio das Virgens).  
El nombre del río Jequitinhonha se originó en el nombre de la ciudad que procede de la lengua indígena, en «Jequiá ha onha» (es decir, el «Jequi tiene peces», utilizado por los indios botocudos, que habitaban en la región, en la confluencia con el río San Miguel. 